# Nikolái Chaikovski
Nikolái Vasílievich Chaikovski (del ruso: Никола́й Васи́льевич Чайко́вский), (26 de diciembre de 1850jul./ 7 de enero de 1851greg.-30 de abril de 1926), veterano revolucionario ruso, dirigente del Gobierno de la región del Norte, antibolchevique, durante la guerra civil rusa.

## Comienzos
Chaikovski nació en Viatka siendo su padre Piotr Fiódorovich Chaikovski un médico militar del Ejército Imperial Ruso. Su padre fue el abuelo del gran compositor Piotr Ilich Chaikovski. Durante sus estudios en la capital del Imperio ruso, San Petersburgo, se unió a un grupo de estudiantes radicales más tarde conocido como «círculo de Chaikovski» por ser este su miembro más destacado. Esta agrupación defendía los ideales socialistas, base del movimiento populista ruso (del ruso: naródnik). En desacuerdo sobre la aplicación de las ideas social-populistas defendida por la mayoría del grupo, Chaikovski se trasladó en la década de 1870 a los Estados Unidos, fundando una comuna socialista en Kansas. Esta fracasó y Chaikovski se mudó entonces a Londres, donde se dedicó a recaudar dinero para la causa socialista y a publicar literatura revolucionaria.
Regresó a Rusia en 1905, pasando a trabajar en el movimiento cooperativista.

## Periodo revolucionario y guerra civil

### El periodo interrevolucionario
Durante el periodo del Gobierno Provisional Ruso tras la Revolución de Febrero que acabó con la autocracia zarista se mostró partidario, como presidente de la Sociedad de la Economía Libre, del defensismo del gobierno, abogando por la compra de bonos de guerra.
Fue miembro de la efímera Asamblea Constituyente Rusa, disuelta por el gobierno de coalición entre bolcheviques y Socialrevolucionarios de izquierda a comienzos de 1918.
Pocos días después de la toma del poder por los bolcheviques participó, junto con el dirigente socialrevolucionario (SR) Nikolái Avkséntiev en los infructuosos intentos de convencer a los tres regimientos cosacos acantonados en Petrogrado para que apoyasen la inminente revuelta contra el nuevo Gobierno de Lenin, que finalmente se llevó a cabo únicamente con la participación de algunos cadetes fue rápidamente sofocada.
Fue escogido para el comité ejecutivo del Consejo de Campesinos elegido por el II Congreso, partido en dos, por la mitad favorable a los socialrevolucionarios. El Sindicato Nacional de Empleados lo utilizó como intermediario para proponer a los dirigentes socialrevolucionarios una huelga general contra la Revolución, que fue rechazada por estos. Como socialista popular (NS) fue el centro del «Comité para la Defensa de la Asamblea Constituyente», a la que proveyó de fondos gracias a sus contactos en el movimiento cooperativista. El objetivo del comité era reunir una fuerza armada que defendiese a la asamblea en caso de que el Gobierno tratase de disolverla. El comité se reunía en el apartamento de Chaikovski en la capital.

### La guerra civil
En la primavera de 1918 fue uno los miembros de la «Unión por la Regeneración de Rusia», una organización formada secretamente por socialistas populares (NS), socialrevolucionarios (SR) de derecha (como Nikolái Avkséntiev) y algunos kadetes (KD). Esta organización defendía la formación de un triunvirato hasta la convocatoria de una nueva asamblea constituyente y, mientras, la lucha contra los bolcheviques y los alemanes en acuerdo con los Aliados. Abandonó Moscú y se trasladó a Vólogda a comienzos de junio de 1918, desde donde partió más tarde al norte.
Tras la Revolución de Octubre, acabó por oponerse a los bolcheviques, separándose de su Gobierno y formando uno propio en Arcángel durante la guerra civil rusa, tras el golpe contra la autoridad bolchevique en la ciudad el 1 de agosto de 1918 que precedió al desembarco aliado en la misma, organizada por antibolcheviques rusos pero apoyada por el mando aliado en la zona. El gobierno recibió el nombre oficial de Administración Suprema de la Región Norte. Chaikovski encabezó el nuevo gobierno gracias a su gran popularidad y como representante del socialismo no marxista de origen populista.

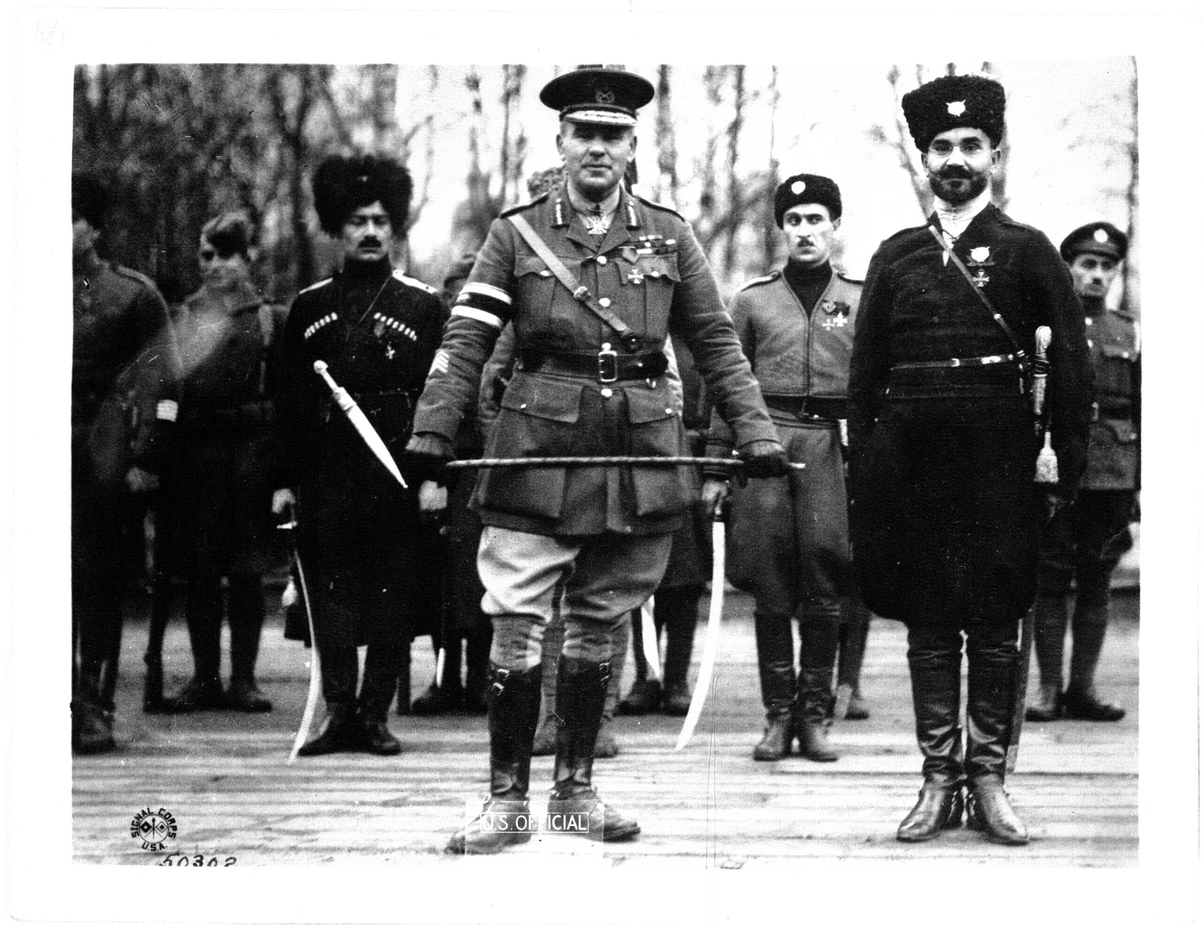
El general británico Frederick C. Poole, al mando de las fuerzas aliadas en Arcángel, mantuvo tensas relaciones con Chaikovski hasta su traslado en octubre de 1918.

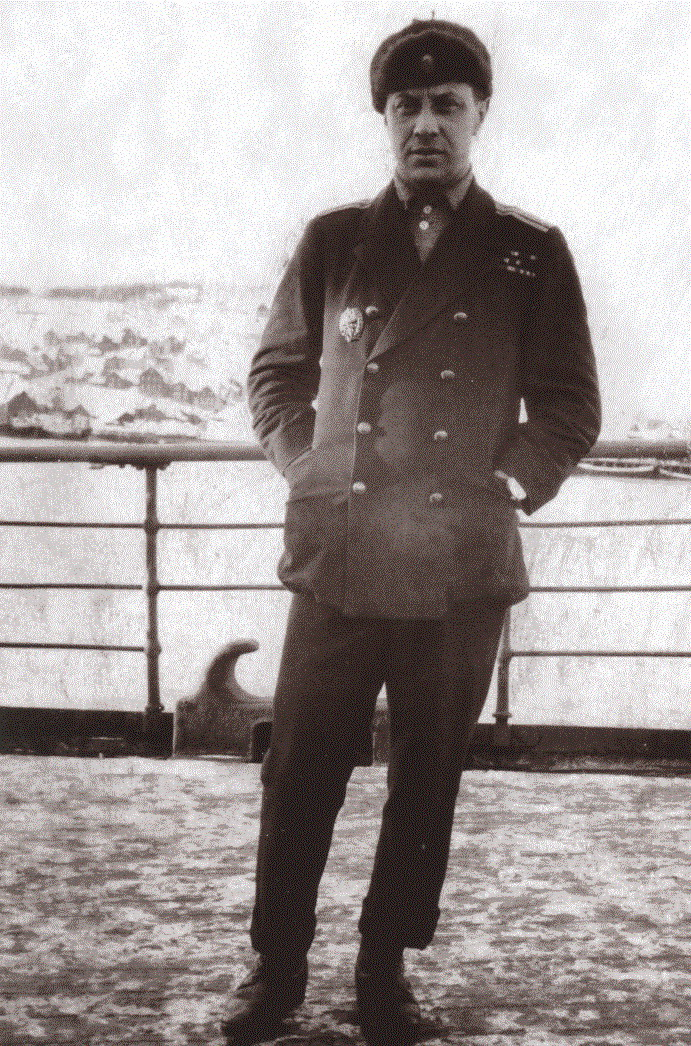
El capitán Gueorgui Chaplin, cabecilla del golpe contra los bolcheviques que permitió a Chaikovski formar un Gobierno en Arcángel, más tarde se rebeló contra él, deportándolo temporalmente al Ártico, de donde fue liberado por la mediación de los embajadores aliados.

Pronto la elección de un gabinete exclusivamente socialista, formado por socialrevolucionarios a pesar de las promesas de Chaikovski de incluir a todos los partidos políticos, enfrentó a éste con el dirigente del golpe contra los bolcheviques, el capitán Gueorgui Chaplin y con los representantes aliados en la región. Desde el comienzo, el Gobierno de Chaikovski quedó subordinado al mando aliado representado por el general Poole, que interfirió incluso en cuestiones internas del gobierno y proclamó la ley marcial en el territorio.
Las relaciones entre el Gobierno encabezado por Chaikovski y los mandos aliados fueron tensas: la falta de ayuda alimentaria, el mantenimiento de la ley marcial y el fracaso de las operaciones militares acentuaron los desacuerdos entre ambos. Solo la presencia de los embajadores aliados, que mediaban entre Chaikovski y los mandos militares, impidió la renuncia del Gobierno, que hubiese mostrado claramente a las tropas Aliadas como ocupantes. Chaikovski presentó repetidas protestas por la conducta de Poole, en vano. Poole describió al gabinete de Chaikovski como totalmente incapaz en asuntos militares, inútil como aliado y cercano políticamente a los bolcheviques, a pesar de estar formado por socialistas moderados.
Descontento con el gobierno, Chaplin lo secuestró y deportó a una isla del mar Blanco la noche del 5 de septiembre de 1918, con la connivencia de Poole. Los diplomáticos aliados, opuestos al golpe y temiendo ser culpados del mismo, ordenaron la liberación del gabinete y lo devolvieron a Arcángel en un buque de guerra, mientras se sucedían las huelgas de apoyo a Chaikovski en la ciudad.
A pesar de su declaración de mantener a sus ministros socialistas más radicales en sus puestos una vez sofocado el golpe de Estado por los Aliados, Chaikovski pronto decidió prescindir de ellos, enviándolos como representantes ante el Komuch y formando el 7 de octubre de 1919 un Gobierno más moderado y del gusto de los Aliados. La «Administración Suprema de la Región Norte» dio paso al «Gobierno Provisional de la Región Norte», en el que Chaikovski, presidente y ministro de Asuntos Exteriores, era el único socialista, quedando el resto de ministerios en manos de políticos burgueses, para satisfacción de los Aliados, que temían, sin embargo, que el nuevo Gobierno tuviese menos respaldo entre la población. Chaikovski fue candidato al Directorio de Omsk, pero el que hubiese sido su puesto fue ocupado finalmente por un socialrevolucionario (SR), Vladímir Zenzínov, lo que disgustó de los socialistas populares (NS).
En 1919 formó parte de la delegación de movimientos blancos que acudió a París, a la Conferencia de Paz para tratar en vano de lograr el reconocimiento oficial de los Aliados, encabezada por el anterior presidente del gobierno durante el periodo del Gobierno provisional ruso, Gueorgui Lvov. Durante su ausencia, los mandos aliados administraron el territorio como una dictadura militar. El 10 de mayo de 1919 fue entrevistado por los principales mandatarios aliados sobre el carácter del almirante Kolchak, al que sopesaban respaldar, mostrándose favorable a su nuevo Gobierno.

## Exilio y muerte
Tras el fracaso del Movimiento Blanco se exilió en París; murió en 1926 en Harrow, Gran Bretaña, donde se había instalado desde 1920.